# Adolfo Herbster

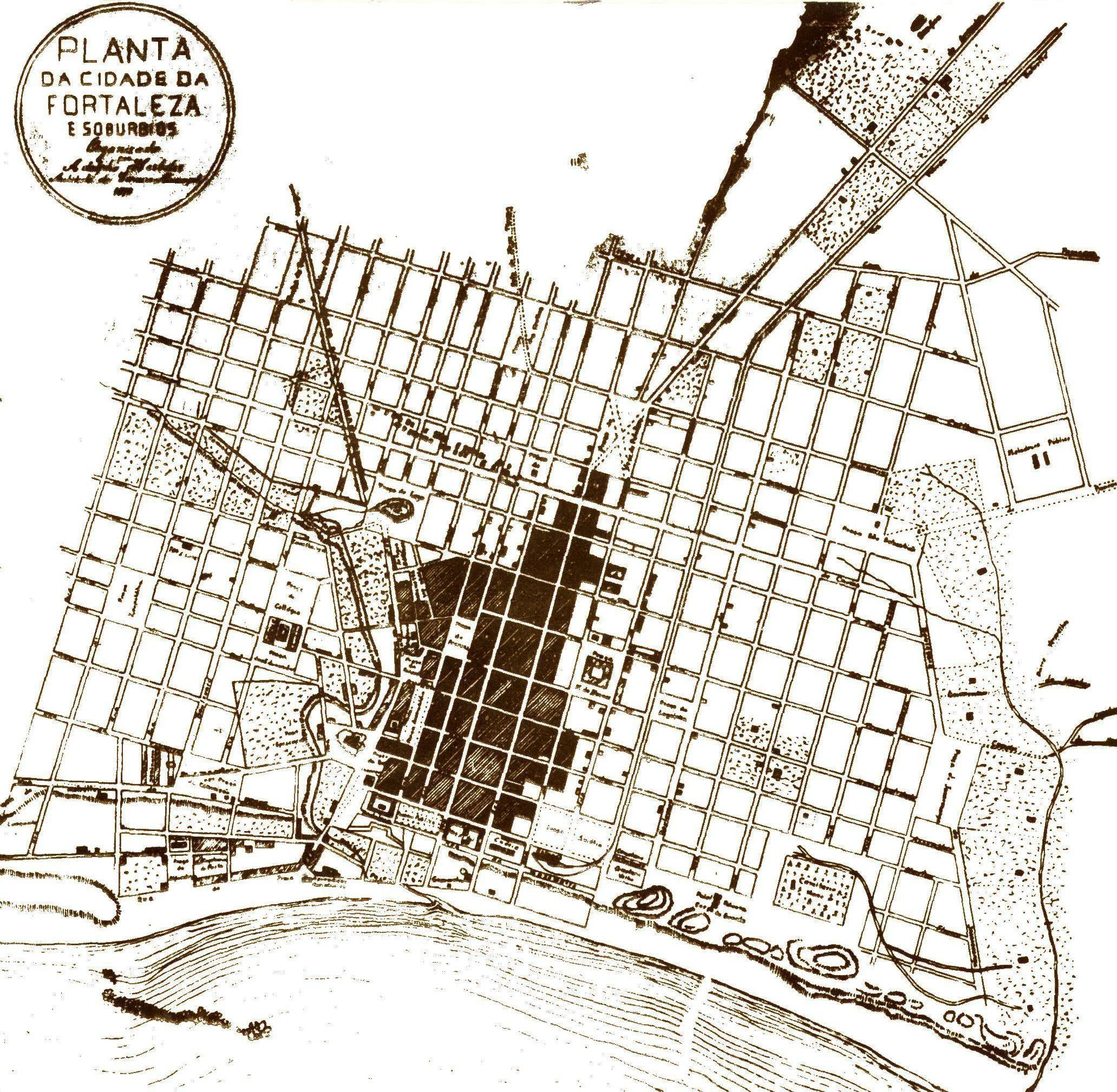
Planta de Fortaleza desenhada em 1875 por Adolfo Herbster.

João Adolfo Herbster (Recife, 14 de maio de 1826 — Fortaleza, 12 de novembro de 1893) foi um engenheiro e arquiteto brasileiro. 

## Biografia
Com ascendentes franceses e suíços germanófonos, foi contratado pela Câmara Municipal de Fortaleza, Herbster desembarcou nessa cidade em 29 de janeiro de 1855 para trabalhar como engenheiro da Província. Fez um levantamento cartográfico da capital cearense e foi responsável pelo arruamento de diversas avenidas, à época denominadas boulevards.

## Obras
Dentre suas obras, destacam-se a estrada que liga Fortaleza a Maranguape, a ponte sobre o Riacho Pajeú, onde hoje passa a Rua Rufino de Alencar, que liga a Catedral Metropolitana de Fortaleza ao Seminário da Prainha e o Paço da Assembleia Legislativa do Ceará, cujas obras foram iniciadas em 1856 sob a responsabilidade do engenheiro Joaquim Fonseca Soares e Silva.